# 世界平和結社 エンゼルフレンチキッス
『世界平和結社 エンゼルフレンチキッス』（せかいへいわけっしゃ エンゼルフレンチキッス）は、2024年8月7日よりAmazonプライム・ビデオで独占配信された日本のリアリティ・コメディ番組。制作はUNITED PRODUCTIONS、配信はABCテレビ。
ギャンブルを通じて世界平和に貢献するという異色のコンセプトが話題を呼んだ。

## 概要
白いスーツに身を包んだ謎のエージェント集団「エンゼルフレンチキッス」が、軍資金777万円を元手に、競馬・ボートレース・カジノなどのギャンブルに挑戦。目標は1億円を稼ぎ、災害などへの支援や未来ある子供たちへの寄付。各メンバーはギャンブルに精通しており、特殊能力を駆使してミッション達成を目指す。

## 出演者
エンゼルフレンチキッス
| 名前                       | ネクタイカラー | 特殊能力         |
| -------------------------- | -------------- | ---------------- |
| 天野ひろゆき（キャイ～ン） | 赤             | 競馬、カジノ     |
| 矢口真里                   | 紫             | 競馬             |
| 武知海青（THE RAMPAGE）    | 青             | 競馬、ルーレット |
| 田中道子                   | ピンク         | 競馬、カジノ     |
| 糸井嘉男                   | 黄色           | 競馬             |
| 都丸紗也華                 | ラベンダー     | ボートレース     |
| 岡野陽一                   | 緑             | ほぼ全て         |
| 北野日奈子                 | パステルピンク | 競馬             |
| 梅沢富美男                 | 金             | ボートレース     |

助っ人
- KEN蔵（競馬）
- シン（ボートレース）

## 特徴
番組名の「エンゼルフレンチキッス」は、平和の象徴である天使と、優しさを表すキス、さらに洋菓子「エンゼルフレンチ」の甘さを掛け合わせた造語。社会風刺を含みつつも、全体的にポップでコミカルな演出が施されている。

## ギャンブル内容・結果

### 1stステージ・競馬
挑戦者：天野ひろゆき、矢口真里、糸井嘉男、北野日奈子、武知海青
第1レース
- 天野：①→⑤（27万6000円）
- 矢口：④→⑧→⑤（51万8400円）
- 糸井：⑤→⑦→④（25万5500円）
- 北野：⑤→②→④（4万4700円）
- 武知：ワイド① - ⑥（11万500円）

結果：⑤ - ⑥ - ⑧
- 北野日奈子以外の4人が的中。13万4900円を稼いだ。

第2レース
- 天野：⑫→⑥（4万8300円）
- 矢口：⑥（4万6000円）
- 糸井：⑧→⑦→⑤（112万7200円）
- 北野：⑦ - ⑪ - ⑫（91万8400円）
- 武知：ワイド⑧ - ⑩（11万6200円）

結果：② - ① - ⑤
- 全員的中ならず。9万1000円を失った。

第3レース
- 天野：⑤⇔①③④（6000円）
- 矢口：⑤⇔①（1万円）
- 糸井：⑤→④→③（7万2000円）
- 北野：③（2万500円）、①→③→⑤（15万5400円）、①→⑤→③（14万500円）
- 武知：⑤→①④（6000円）、⑤→④→①（4000円）

結果：⑤ - ④ - ①
- 天野と武知が的中。9万5200円を稼いだ。

第4レース
結果：② - ① - ⑥
- 天野ひろゆき（② - ①）が的中。4000円を稼いだ。

第5レース～第7レース
- 全員的中ならず、3連敗。合計20万4000円を失った。

第8レース
予想：⑩ - ①②⑤（127万9500円）
結果：⑩ - ① - ⑥
- 5人の協力で見事的中。25万3000円を稼いだ。

第9レース
予想：①→④→⑥（177万2000円）
結果：④ - ③ - ⑧
- 助っ人のアドバイスで177万円を狙うも、的中ならず。18万円を失った。

第10レース
予想：⑦→②→⑥（226万7000円）
結果：⑨ - ⑦ - ⑫
- 226万円という史上最大額を狙うも、的中ならず[注 1]。

第11レース
予想：①→⑬→⑨
- 武知：①→⑬→⑪（合計879万2000円）

結果：⑩ - ④ - ⑨
- 約880万円が配当されるオッズを購入するも、的中ならず。27万4000円を失った。

第12レース（最終レース）
- 天野：予想できず
- 矢口：①（58万円）
- 糸井：③ - ⑤、⑤ - ⑨、① - ⑤（合計726万3000円）
- 北野：⑨→⑧→②、⑨→⑥→②（合計116万2000円）
- 武知：④→⑤→③（1313万9000円）

結果：⑥ - ① - ④
- 天野以外の4人が賭けに挑むも、的中ならず。37万2000円を失った。

最終結果
競馬の世界は厳しかったのか、12レース中4レース的中して124万1900円を失い、軍資金は652万8100円に減った。

### 2ndステージ・ボートレース
挑戦者：天野ひろゆき、矢口真里、岡野陽一、都丸紗也華、梅沢富美男（途中参加）
第1レース
- 天野：④ - ①（2万7900円）
- 矢口：④ - ① - ②（4万2600円）
- 岡野：④ - ① - ⑤、④ - ⑤ - ①（合計46万7500円）
- 都丸：④ - ① - ②（10万6500円）

結果：① - ② - ③
- シンがおすすめする4番の古川健を推すも、全員的中ならず。3万9000円を失った。

第2レース
- 天野：① - ③ - ⑥（4万1000円）
- 矢口：① - ② - ⑤（12万8200円）
- 岡野：② - ⑤ - ④（119万2000円）
- 都丸：① - ⑥ - ④（9万400円）

結果：① - ③ - ②
- 全員的中ならず。6万3000円を失った。

第3レース
- 天野：① - ② - ⑤（16万4400円）
- 矢口：⑥ - ① - ⑤、⑥ - ⑤ - ①（合計404万9000円）
- 岡野：⑥ - ① - ②（85万7100円）
- 都丸：① - ② - ④（13万4500円）

結果：④ - ③ - ②
- またしても全員的中ならず、3連敗。4万9000円を失った。

第4レース
- 天野：① - ② - ③④⑤、② - ① - ③④⑤、① - ② - ④（6万1500円）
- 矢口：② - ① - ③（2万300円）
- 岡野：⑤ - ⑥（9万2000円）
- 都丸：② - ⑤ - ①（22万8900円）
- 梅沢：② - ① - ③、② - ① - ④（合計57万7000円）
- シン：⑤ - ③ - ①、⑤ - ③ - ④（合計134万9000円）

結果：① - ② - ④
- 天野ひろゆきが見事的中し、連敗ストップ。6万1500円を稼いだ。

第5レース
- 天野：① - ④ - ③（7万2900円）
- 矢口：① - ④ - ③（2万4300円）
- 岡野：④ - ⑥ - ③（12万5300円）
- 都丸：② - ① - ⑥（75万7200円）
- 梅沢：① - ③ - ④、③ - ④ - ⑥（合計263万円）

結果：① - ④ - ③
- 天野と矢口が的中し、合計9万7200円を稼いだ。

第6レース
- 天野：② - ③ - ④（3万8000円）
- 矢口：予想できず
- 岡野：予想できず
- 都丸：予想できず
- 梅沢：② - ④ - ③（14万円）

結果：② - ③ - ④
- 天野ひろゆきが3連続的中。3万8000円を稼いだ。

第7レース
- 天野：③ - ⑤ - ①（27万1500円）
- 矢口：③ - ① - ④（15万6500円）
- 岡野：④ - ① - ⑤（56万8000円）
- 都丸：① - ⑤ - ④（7万9500円）
- 梅沢：③ - ① - ⑤（98万1000円）

結果：③ - ⑤ - ①
- 天野ひろゆきが怒涛の4連勝。27万1500円を稼いだ。

第8レース
- 天野：③ - ① - ④、③ - ① - ⑥、③ - ④ - ⑥（合計149万5500円）
- 矢口：④ - ③ - ⑤（93万3600円）
- 岡野：③ - ⑥ - ①（38万8500円）
- 都丸：③ - ④ - ①（18万3000円）
- 梅沢：① - ③ - ④、① - ③ - ⑥（合計73万5000円）

結果：③ - ④ - ⑤
- 矢口真里が痛恨の判断ミスで全員的中ならず。もし当たっていたら31万を稼げていた。

第9レース
- 天野：① - ③ - ⑤（22万2000円）
- 矢口：⑤ - ③ - ①（67万9800円）
- 岡野：④ - ③ - ⑤（38万4000円）
- 都丸：① - ② - ③（5万5000円）
- 梅沢：③ - ① - ⑤（54万3000円）

結果：① - ② - ⑥
- 全員的中ならず。

第10レース
予想：② - ⑤ - ④（218万4500円）、① - ③ - ④（79万2000円）、① - ② - ③（12万8000円）
結果：① - ③ - ②
- またしても全員的中ならず。

第11レース
- 天野：① - ③ - ②（40万2000円）
- 矢口：① - ⑤ - ③（49万5000円）
- 岡野：③ - ⑤ - ④（129万5000円）
- 都丸：① - ② - ③（26万9000円）
- 梅沢：③ - ④ - ①（213万円）

結果：① - ③ - ④
- 4連続的中ならず。直近3レースで約68万円を失った。

第12レース（最終レース）
- 天野：① - ④ - ②（56万4000円）
- 矢口：② - ③ - ①（282万6000円）
- 岡野：② - ① - ④（136万6000円）
- 都丸：① - ② - ⑤（67万6000円）
- 梅沢：① - ② - ③、① - ② - ④（合計211万円）
- シン：④ - ③ - ②（145万4500円）

結果：① - ⑥ - ②
- 全員超大穴を狙うも、的中ならず。

最終結果
ボートレースの世界もやはり厳しく、開幕から3連敗という痛手が出たのか、競馬より約2倍の152万4500円を失った。軍資金は500万3300円。

### 3rdステージ・カジノルーレット
挑戦者：天野ひろゆき、矢口真里、武知海青、田中道子、梅沢富美男
- 梅沢が合流する前、4人はスロットで運試しをしていた[注 3]。

第1ゲーム
- 天野：25～36
- 矢口：23
- 武知：0、1、16
- 田中：8、11、24
- 梅沢：5、14、23

結果：9
- 全員的中ならず。18万円を失った。

第2ゲーム
予想：32フラワー、0
結果：14
- ルーレット最大の戦略法・フラワーベットを実行するも、的中ならず。12万円を失った。

第3ゲーム
予想：23フラワー
結果：24
- 2回目のフラワーベット作戦は見事にハマり、43万2000円を稼いだ。

第4ゲーム
予想：32フラワー、0、26 など
結果：35
- 3回目のフラワーベット作戦も的中。43万2000円を稼いだ。

第5ゲーム
予想：5フラワー、28 など
結果：6
- 4回目のフラワーベットは的中ならずも、事前にベットした6が当たり、43万2000円を稼いだ。

第6ゲーム
予想：23フラワー×2、14 など
結果：23
- 5回目のフラワーベットは完全的中。番組史上最高額の259万2000円を稼いだ。

第7ゲーム
予想：32フラワー×2、5、10 など
結果：31
- 6回目のフラワーベットも見事的中。5連勝で43万2000円を稼いだ。

第8ゲーム
予想：5フラワー、0×2、10、16 など
結果：3
- フラワーベットがまたしても炸裂し、6連勝。しかし、9倍のみの当たりだったため、9万6000円を失った。

第9ゲーム
予想：16・19フラワー、31、34 など
結果：30
- フラワーベットが7ゲームぶりに失敗し、19万2000円を失った。

第10ゲーム
予想：32フラワー、10、15、18、21、23 など
結果：12
- 久々の連敗で19万2000円を失った。

第11ゲーム
- 武知：26フラワー
- 梅沢：10、13、15

結果：13
- 梅沢富美男のファインプレーで43万2000円を稼いだ。

第12ゲーム
- 天野：0
- 田中：20フラワー

結果：0
- 天野ひろゆきもファインプレーで43万2000円を稼いだ。

第13～37ゲーム
- フラワーベットがなかなかハマらず、一進一退の展開。

第38ゲーム
予想：0、5、7、9、10、12、13、15、16、24、28、31、32、34、36
結果：8
- 的中ならず。57万6000円を失った。

第39、40ゲーム
- 2ゲームともに的中できず、合計61万2000円を失った。

第41ゲーム
予想：8、11、17、18、20、21、23、24 など
結果：11
- 「ディーラーが変われば予想が外れる」というジンクスを打開するべく、おとりBETを決行。これが見事にハマり、216万円を稼いだ。

第42～44ゲーム
- その後は裏をかかれたのか、痛恨の3連敗。合計157万2000円を失った。

第45ゲーム（最終ゲーム）
予想：23フラワー、11フラワー、2、10、13、16、32、0
結果：7
- 最後の大勝負と信じて番組史上最大の128万円を賭けた。結果は7に当たり、108万円を稼いだ。

最終結果
序盤は幸先良いスタートを切ったものの、中盤以降はディーラー交代のせいかかなり苦戦し、合計20万4000円を失った。軍資金は505万円。

### 4thステージ・カジノバカラ
第1ゲーム
様子見のため、12万円をプレイヤーにBET。
結果：プレイヤー合計2、バンカー合計7
- バンカーの勝利。12万円を失った。

第2ゲーム
バンカーを信じ、12万円をBET。
結果：プレイヤー合計5、バンカー合計9
- バンカーの勝利。24万円を獲得。

第3ゲーム
バンカーを信じ、24万円をBET。
結果：プレイヤー合計7、バンカー合計3
- プレイヤーの勝利。24万円を失った。

第4ゲーム
武知を絞り担当に交代。プレイヤーの連勝を信じ、60万円をBET。
結果：プレイヤー合計6、バンカー合計3
- プレイヤーの勝利。120万円を稼いだ。

第5ゲーム
プレイヤーを信じ、120万円をBET。
結果：プレイヤー合計6、バンカー合計9
- バンカーの勝利。120万円を失った。

第6ゲーム
絞りを矢口に交代。プレイヤーを信じ、120万円をBET。
結果：プレイヤー合計0、バンカー合計2
- バンカーの勝利。120万円を失った。

第7ゲーム
プレイヤーを信じ、120万円をBET。
結果：プレイヤー合計0、バンカー合計8
- バンカーの勝利。120万円を失った。

第8ゲーム
プレイヤーを信じ、181万円をBET。
結果：プレイヤー合計5、バンカー合計1
- プレイヤーの勝利。362万円を稼いだ。

第9ゲーム
プレイヤーを信じ、362万円をBET。
結果：プレイヤー合計5、バンカー合計5
- 引き分けで、金額差し戻し。

第10ゲーム
プレイヤーを信じ、362万円をBET。
結果：プレイヤー合計6、バンカー合計8
- バンカーの勝利。これにより、軍資金全額が消えてしまった。

最終結果
バンカーが強すぎ、ルーレットよりも苦戦してしまったせいで、元々の軍資金777万円が消滅した。

## まとめ
競馬では1回目は的中したものの、その後は誰も的中できず。ボートレースとしては、競馬のように上手くいかなかったが、天野ひろゆきの4連続的中が大きかった。カジノに至っては、ルーレットとしては奇跡の6連勝があってかなりの大金を稼ぐも、バカラになるとプレイヤーを信じた結果、賭けすぎた資金が破損し、ついに777万円が消滅。結果1億円を稼ぐことができず、災害の支援や子供への寄付は幻となってしまった。

## スタッフ
- 企画：UNITED PRODUCTIONS
- 構成：水野英昭、市川篤
- 演出：長久弦
- 技術協力：Zeta
- 衣装協力：TUXEDO STATION
- ヘアメイク：平岡亜矢子、高尾美紀
- 車両：SNAPPY
- ナレーション：佐藤アサト
- 編集：E-naスタジオ、GRAPHAS
- MA：CRAZY TV
- 音効：武藤陽平、大川亜里沙
- 撮影協力：川崎競馬場、ボートレース戸田、PARADICE CITY
- 素材協力：山口シネマ、耳目社
- コンテンツビジネス：佐々木匡哉、田中勇丞
- ギャンブルアドバイザー：石田健太
- アシスタントディレクター：原田季歩、松口周平、熊崎智文、影山陽一
- アシスタントプロデューサー：前田愛子
- ビジュアルディレクター：平井敦貴
- ディレクター：関根欧介、坂本篤、北川剛大
- プロデューサー：土屋大路、石井一弘、山本夕紀子、上野晴弘、赤間義則
- 制作協力：UNITED PRODUCTIONS
- 制作著作：ABCテレビ